# East London Circuit
East London Circuit eller Prince George Circuit är en racerbana vid Indiska oceanen i East London i Sydafrika.
Sydafrikas Grand Prix kördes i East London under tävlingens fem första säsonger.

## F1-vinnare
| Säsong | Förare      | Tillverkare  |
| ------ | ----------- | ------------ |
| 1966   | Mike Spence | Lotus-Climax |
| 1965   | Jim Clark   | Lotus-Climax |
| 1963   | Jim Clark   | Lotus-Climax |
| 1962   | Graham Hill | BRM          |
| 1961   | Jim Clark   | Lotus-Climax |